# 貝雷日尼察 (斯特雷市鎮)
49°12′32″N 23°54′46″E / 49.20889°N 23.91278°E
贝雷日尼察（烏克蘭語：Бережниця），是烏克蘭的村庄，位於該國西部利沃夫州，由斯特雷區斯特雷市鎮負責管轄，面積6.45平方公里，海拔高度313米，2001年人口621，人口密度每平方公里96.34人。